# Betz-le-Château
Betz-le-Château är en kommun i departementet Indre-et-Loire i regionen Centre-Val de Loire i de centrala delarna av Frankrike. Kommunen ligger i kantonen Le Grand-Pressigny som tillhör arrondissementet Loches. År 2022 hade Betz-le-Château 508 invånare.

## Befolkningsutveckling
Antalet invånare i kommunen Betz-le-Château
Referens:INSEE